# Eduard Hundt
Eduard Hundt (* 3. August 1909 in Bremen; † 22. Juli 2002 in Bremen), auch Edu gerufen, war ein deutscher Fußballspieler.

## Karriere

### Vereine
Hundt absolvierte die Saison 1930/31 als Abwehrspieler für Tennis Borussia Berlin. TeBe schloss die Finalrunde als Zweitplatzierter hinter Hertha BSC ab und qualifizierte sich dadurch für die Endrunde um die Deutsche Meisterschaft. Hundt erzielte am 10. Mai 1931 in Berlin beim 6:1-Sieg über den VfB Liegnitz zwei Tore und schied im darauf folgenden Viertelfinale gegen 1860 München mit TeBe aus.
Von 1931 bis 1933 spielte er für Schwarz-Weiß Essen in den vom Westdeutschen Spiel-Verband ausgetragenen Meisterschaften in der Bezirksliga Ruhr, die letzte Saison, 1933/34, in der Gauliga Niederrhein, in einer von zunächst 16, später auf 23 aufgestockten Gauligen zur Zeit des Nationalsozialismus als einheitlich höchste Spielklasse im Deutschen Reich. Das am 30. April 1933 in Wuppertal ausgetragene Finale um den Westdeutschen Verbandspokal verlor er mit seiner Mannschaft mit 1:3 gegen den VfL Benrath.
Von 1934 bis 1942 spielte er für Werder Bremen in der Gauliga Niedersachsen, die Spielzeiten 1942/43 und 1943/44 in der Gauliga Weser-Ems. Mit der Bremer Mannschaft gewann er dreimal die Gaumeisterschaft Niedersachsen und bestritt aufgrund der Erfolge 16 Endrundenspiele um die Deutsche Meisterschaft. Des Weiteren bestritt er elf Spiele im Tschammerpokal-Wettbewerb und erzielte ebenfalls bei seinem Debüt, beim 4:1-Sieg über den aus dem Landkreis Hildesheim stammenden SV Algermissen im Erstrundenspiel, zwei Tore.
Von 1945 bis 1948 kam er im Wettbewerb um die Britische Zonenmeisterschaft in der Stadtliga Bremen zum Einsatz, die er mit seiner Mannschaft 1946 gewann, wie auch die Niedersächsische Meisterschaft 1947. Die Saison 1947/48, seine letzte, bestritt er in der Oberliga Nord, in einer von fünf Oberligen als höchste deutsche Spielklasse nach dem Zweiten Weltkrieg.

### Nationalmannschaft
Hundt bestritt drei Länderspiele für die A-Nationalmannschaft, für die er am 22. Oktober 1933 in Duisburg beim 8:1-Sieg über die Nationalmannschaft Belgiens debütierte. Seinen letzten Einsatz als Nationalspieler bestritt er am 11. März 1934 in Luxemburg beim 9:1-Sieg über die Nationalmannschaft Luxemburgs im Qualifikationsspiel für die Weltmeisterschaft 1934 in Italien; zum Aufgebot für die Endrunde gehörte er jedoch nicht.

## Erfolge
- Niedersächsischer Meister 1947
- Bremer Stadtmeister 1946
- Gaumeister Niedersachsen 1936, 1937, 1942

## Sonstiges
Hundt kassierte seinerzeit Geld für sein Spiel, was offiziell nicht erlaubt war. So war auch der Wechsel zu Werder zu erklären, da Bremen potente Sponsoren hatte. Nach seiner Spielerlaufbahn wurde Hundt Funktionär bei den Hanseaten.